# سیهانامارو
سیهانامارو (به لاتین: Sihanamaro) یک منطقهٔ مسکونی در ماداگاسکار است که در منطقه آمبوومبه واقع شده‌است.
 سیهانامارو  ۱۰٬۰۰۰ نفر جمعیت دارد و ۲۰۸ متر بالاتر از سطح دریا واقع شده‌است.